# راياديتو شوكي الذيل
الراياديتو شوكي الذيل (الاسم العلمي:Aphrastura spinicauda) هو نوع من الطيور تنتمي إلى فصيلة فرنارية. ويتواجد في الغابات المعتدلة والشجيرات شبه الاستوائية وأراضي الأشجار القمئية في خط الطول 35 درجة جنوباً، على الرغم من أنه يتواجد أيضاً في المناطق المظللة وغابات ريليتوال في أقصى شمال خط الطول 28 درجة جنوباً. وتُشير بعض المصادر إلى أنه قد كان متواجداً سابقاً في جزر فوكلاند. وهو لا يزال من الطيور الأكثر شيوعاً والأكثر شهرة في الغابات المعتدلة لمنطقتي زونا أوسطرال وزونا سور في تشيلي، وغالباً ما يتواجد بكثافة تزيد عن فرد لكل هكتار.

## وصلات خارجية
- Videos, photos and sound - Internet Bird Collection
- Sounds - Xenocanto
- "Thorn-tailed Rayadito - Introduction - Neotropical Birds Online". neotropical.birds.cornell.edu. مؤرشف من الأصل في 2018-09-08. اطلع عليه بتاريخ 2017-07-30.
- "Thorn-tailed Rayadito (Aphrastura spinicauda)". www.hbw.com. مؤرشف من الأصل في 2023-02-21. اطلع عليه بتاريخ 2017-07-30.
- "Aphrastura spinicauda (Thorn-tailed Rayadito) - Avibase". avibase.bsc-eoc.org. مؤرشف من الأصل في 2018-09-08. اطلع عليه بتاريخ 2017-07-30.
- "Thorn-tailed Rayadito (Aphrastura spinicauda) - BirdLife species factsheet". datazone.birdlife.org. مؤرشف من الأصل في 2017-08-02. اطلع عليه بتاريخ 2017-07-30.
- "Synallaxe rayadito - Aphrastura spinicauda - Thorn-tailed Rayadito". www.oiseaux.net. مؤرشف من الأصل في 2018-11-25. اطلع عليه بتاريخ 2017-07-30.
- "Thorn-tailed Rayadito". www.oiseaux-birds.com. مؤرشف من الأصل في 2018-03-03. اطلع عليه بتاريخ 2017-07-30.
- "Thorn-tailed Rayadito (Aphrastura spinicauda)". iNaturalist.org. مؤرشف من الأصل في 2018-09-08. اطلع عليه بتاريخ 2017-07-30.